# ميليا بركيتش
ميليا بركيتش هو لاعب كرة قدم ومدرب كرة قدم صربي في مركز الهجوم، ولد في 11 أغسطس 1954 في بور في صربيا. لعب مع نادي زيمون.